# Marco Lanzetta Bertani
Marco Lanzetta Bertani (Milano, 12 maggio 1962) è un chirurgo italiano.
Specializzato in chirurgia della mano e microchirurgia, ha partecipato, nel 1998, al primo trapianto di mano al mondo a Lione e ha effettuato, nel 2000, il primo trapianto di mano in Italia.

## Biografia

### Gli studi
Marco Lanzetta Bertani si è diplomato all'Istituto Leone XIII e si è laureato in Medicina e Chirurgia nel 1987 presso l’Università Statale di Milano. Inizialmente specialista in Chirurgia Generale si è poi orientato verso l'Ortopedia e la Chirurgia della Mano. Si è ulteriormente specializzato in microchirurgia e chirurgia della mano in Australia, dove ha lavorato per sei anni. 

### Il primo trapianto di mano
Marco Lanzetta Bertani è internazionalmente noto per aver partecipato, nel 1998 a Lione per la prima volta al mondo, a un trapianto di mano da cadavere. L'intervento è stato effettuato sull'allora quarantottenne Clint Hallam. Al paziente, neozelandese, è stata riattaccata non la sua mano, persa quattordici anni prima in un incidente domestico (una motosega gli aveva portato via di netto il braccio), ma quella di un'altra persona, scomparsa alcuni giorni prima dell'intervento in un incidente automobilistico sulle strade francesi.

### Carriera medica
Nel 2000 ha effettuato il primo trapianto al mondo di entrambe le mani e nello stesso anno il primo trapianto di mano in Italia.
È autore di numerosi interventi chirurgici, tra i quali la ricostruzione della mano della piccola vittima di Unabomber e delle vittime degli attentati terroristici in Arabia Saudita.
È stato, dal 1996 al 2006, Direttore della Microsearch Foundation di Sydney, Australia.Attualmente è Direttore dei Programmi Internazionali dell’Istituto Italiano di Chirurgia della Mano e del Centro Nazionale Artrosi. 
Fin dalla sua apertura è Chairman del Registro Mondiale dei Trapianti di Mano, l’ufficio centrale di coordinamento dati di tutti i centri mondiali che eseguono trapianti di mano o di altri tessuti composti.
È stato Presidente dell'IHCTAS, società scientifica mondiale che si occupa di protocolli in tema di trapianti non-salvavita (mano, laringe, faccia, utero, arti inferiori, parete addominale). È presidente della ONG GICAM, Associazione Internazionale con sede in Svizzera, che effettua interventi con team provenienti da più di dieci paesi al mondo su bambini con malformazioni congenite, traumi, ustioni, lesioni gravi dovute a catastrofi naturali o conflitti armati.  Attualmente dirige programmi umanitari di chirurgia pediatrica ricostruttiva degli arti in Ghana, Togo, Burkina Faso, Kenya, India.
Dal 2005 è impegnato nella ricerca di un nuovo modello di cura per l'artrosi, basato su terapie naturali e protocolli di alimentazione personalizzati, oltre che sull'utilizzo di tecnologie di avanguardia ed interventi chirurgici mini-invasivi e rigenerativi, come il trapianto autologo intra-articolare di cellule staminali-mesenchimali.

## Opere
- Hand Transplantation, Milano, Springer Verlag, 2007
- La buona mano, Milano, Garzanti Editore, 2009
- Vivere senza artrosi. Ecco come, Milano, Tecniche Nuove, 2014
- La Dieta Anti Artrosi, Milano, Giunti Editore, 2015
- In palestra con l’artrosi, Milano, Tecniche Nuove, 2016
- I 100 alimenti anti artrosi, Milano, Giunti Editore, 2017
- Una mano più in là, Milano, Cairo Editore, 2018
- 99 modi per dire no all'artrosi, Tecniche Nuove, 2019
- Anti Artrosi, Milano, Giunti Editore, 2021